# 창릉 (고려)
창릉(昌陵)은 고려의 추존왕 세조(왕륭)과 부인 위숙왕후의 합장릉이다. 개성특별시 개풍구역 남포리에 있다.

## 개요
개성특별시 개풍구역 남포리 영안성에 있는 태조 왕건의 부모 세조 왕륭과 위숙왕후 한씨의 무덤이다. 세조 왕륭은 897년(진성여왕 11년) 음력 5월에 금성군에서 죽었는데, 영안성 강변에 있는 석굴에 장사지냈다. 부인 한씨도 후에 합장하였으며, 훗날 창릉(昌陵)의 능호를 올렸다.
1217년(고종 4년) 음력 3월 세조의 재궁을 임시로 봉은사로 옮겼다가 1276년(충렬왕 2년) 음력 9월 다시 창릉으로 이장하였다. 한편 1365년(공민왕 14년) 음력 3월에는 왜구들이 창릉에 들어가 세조의 어진을 탈취하였으며, 열흘 후에 영도첨의 이공수를 시켜 위패를 새로 봉안하게 하였다. 이어 1392년(공양왕 4년) 음력 3월에는 창릉을 수리하였다. 창릉에는 능의 수비를 위해 산직장상 2명을 두었다.
조선민주주의인민공화국의 보존급유적 제554호로 지정되어 있다.

## 기타
- 벽란도 남쪽에 창릉포라는 곳이 있으며, 이는 창릉이 있어서 붙여진 이름이다.
- 대부분의 고려 왕릉이 산에 있는 것과는 달리, 창릉은 예성강의 강가에 있다. 이는 세조가 창릉포 바로 옆의 영안성을 본거지로 하여 활동했기 때문이다.[1]